# Sinarcas

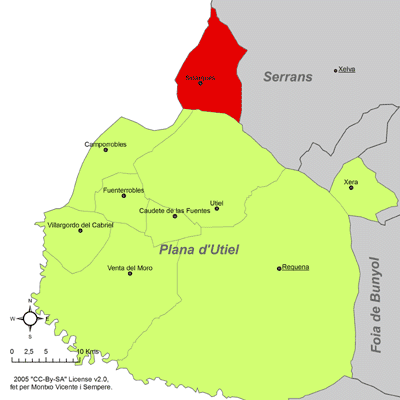
Położenie gminy na mapie comarki Plana de Utiel-Requena.

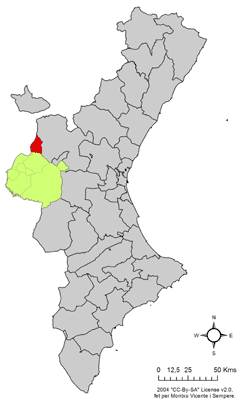
Położenie gminy na mapie Walencji.

Sinarcas (kat. Sinarques) – gmina w Hiszpanii, we wspólnocie autonomicznej Walencja, w prowincji Walencja, w comarce Plana de Utiel-Requena.
Powierzchnia gminy wynosi 102,5 km². Zgodnie z danymi INE, w 2005 roku liczba ludności wynosiła 1234, a gęstość zaludnienia 12,04 osoby/km². Wysokość bezwzględna gminy równa jest 899 metrów. Współrzędne geograficzne gminy to 39°44’02”N 1°13’50”W. Kod pocztowy do gminy to 46320.
Obecnym burmistrzem gminy jest Fidel Clemente Más z PSPV-PSOE. W ostatnim tygodniu sierpnia w gminie odbywają się regionalne fiesty.

## Demografia
| 1990  | 1992  | 1994  | 1996  | 1998  | 2000  | 2002  | 2004  | 2005  |
| ----- | ----- | ----- | ----- | ----- | ----- | ----- | ----- | ----- |
| 1.380 | 1.332 | 1.300 | 1.253 | 1.270 | 1.245 | 1.206 | 1.238 | 1.234 |